# Fri-, høj- og efterskolelærer
En lærer der underviser på "de frie skoler", kan kaldes en Fri-, høj- og efterskolelærer. Det er altså lærere på friskoler, højskoler og efterskoler. Der findes kun ét uddannelsessted i Danmark der uddanner disse, som er Den frie Lærerskole i Ollerup på Sydfyn.
 Der er for få eller ingen kildehenvisninger i denne artikel, hvilket er et problem. Du kan hjælpe ved at angive troværdige kilder til de påstande, som fremføres i artiklen.

| Skole | Spire Denne artikel om en skole, en uddannelsesinstitution eller uddannelse er en spire som bør udbygges. Du er velkommen til at hjælpe Wikipedia ved at udvide den. |